# Dad's

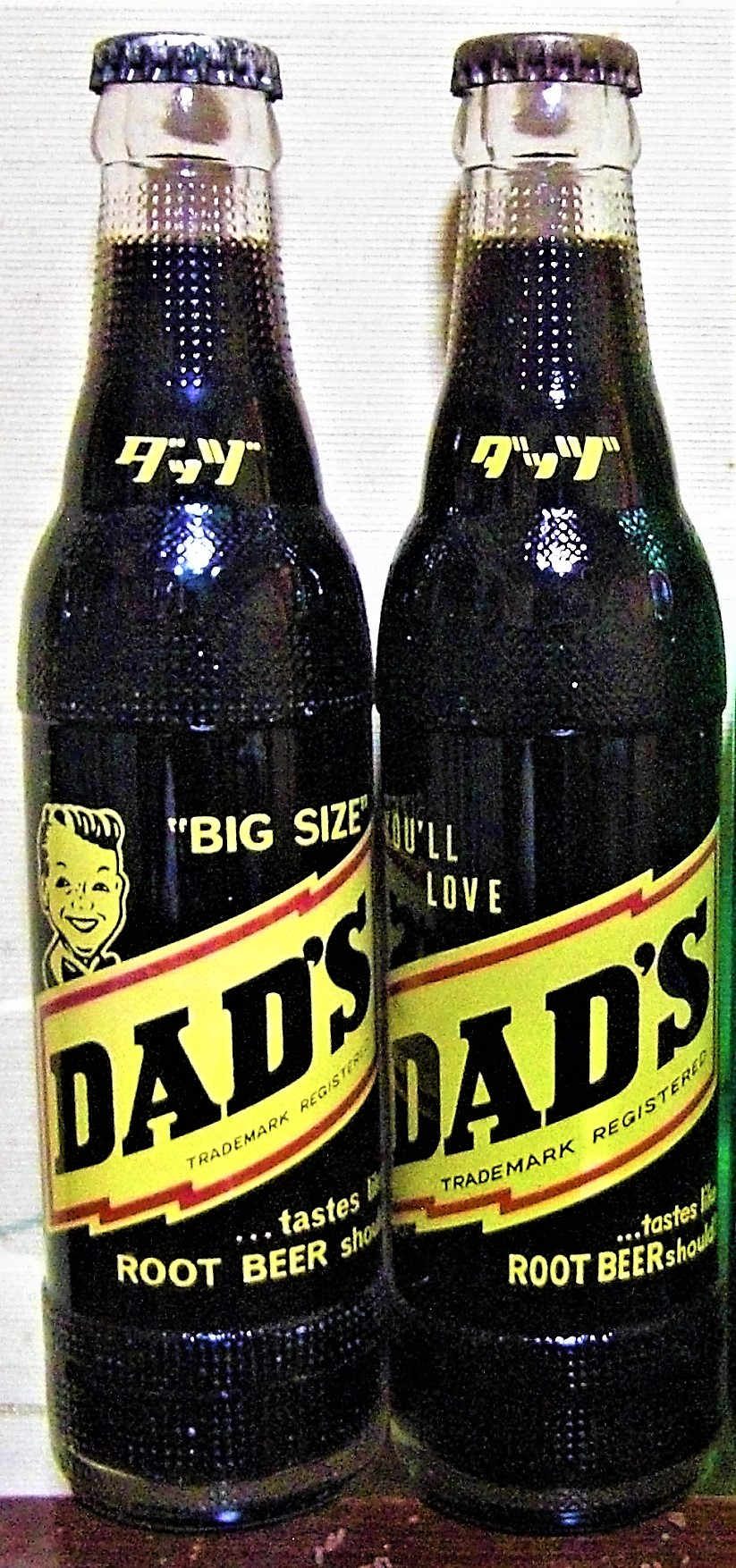
ダッヅ・ルートビヤー
日本国内製造販売時のリターナブル瓶入り製品

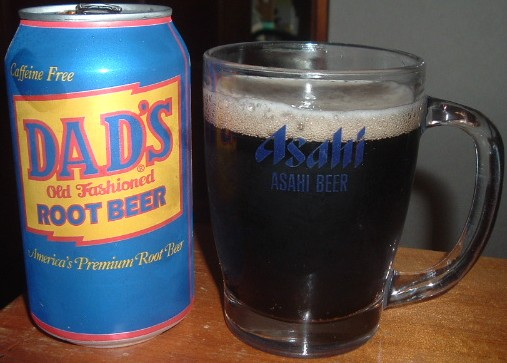
ダッズ・ルートビア

Dad's（ダッズ）（ダッヅ）とはアメリカ生まれのソフトドリンクのメーカー。 

## 概要
1937年に当時ビジネスマンだったジュレス・クラプマンが立ち上げたドリンクメーカーのブランド。シカゴで誕生して以来、世界中で飲まれているルートビア（ルートビヤー）・メーカーの1つである。日本では青い缶のみが売られているが、海外へ行けば、瓶やペットボトルもあり。ルートビアが最大の売りだが、他にクリームソーダやサイダー、オレンジジュースも出している。日本ではごく稀にクリームソーダの並行輸入品を見かける程度で、本国以外で飲めるのは、基本的にルートビアだけである。
日本に入ってくるDad'sはアメリカの工場で、アジアの地域で売られているDad'sは台湾の工場で生産されている。
尚、日本でも1963年(昭和38年)6月に山崎製パン株式会社が権利を取得し、リターナブル瓶(207ml入)で国内生産販売されたが、1970年代には終売となった。当時の瓶は片仮名表記が「ダッヅ ルートビヤー」となっていた。

## 日本で購入できる店
主に本州（内地）では明治屋、PLAZA、成城石井（ただし販売していない店舗もあり）、紀ノ国屋インターナショナル、KALDI、アメ横センタービルの大橋商店、コストコ、もとまちユニオン、その他輸入食材店やデパートの輸入飲料店で手に入ることもできる。ヴィレッジ・ヴァンガードで、店舗によっては置いてある時がある。またドンキホーテでも、時期により置いてある店舗がある。関越自動車道三芳PA内（上り）の雑貨屋でも購入できる。

## 飲める店
Dad'sが飲める店としては沖縄系のダイニング及び軽食系の店。全国のハードロックカフェではメニューにルートビアフロート(別名ブラックカウ)があり、使われているのがDad'sである。

## バリエーション
- DAD'S Old Fashioned ROOT BEER
- DIET DAD'S Old Fashioned ROOT BEER
- DAD'S Old Fashioned ROOT BEER
- DAD'S Old Fashioned Cream Soda
- DAD'S RUT BIR　(マレーシア用)

## その他のドリンク

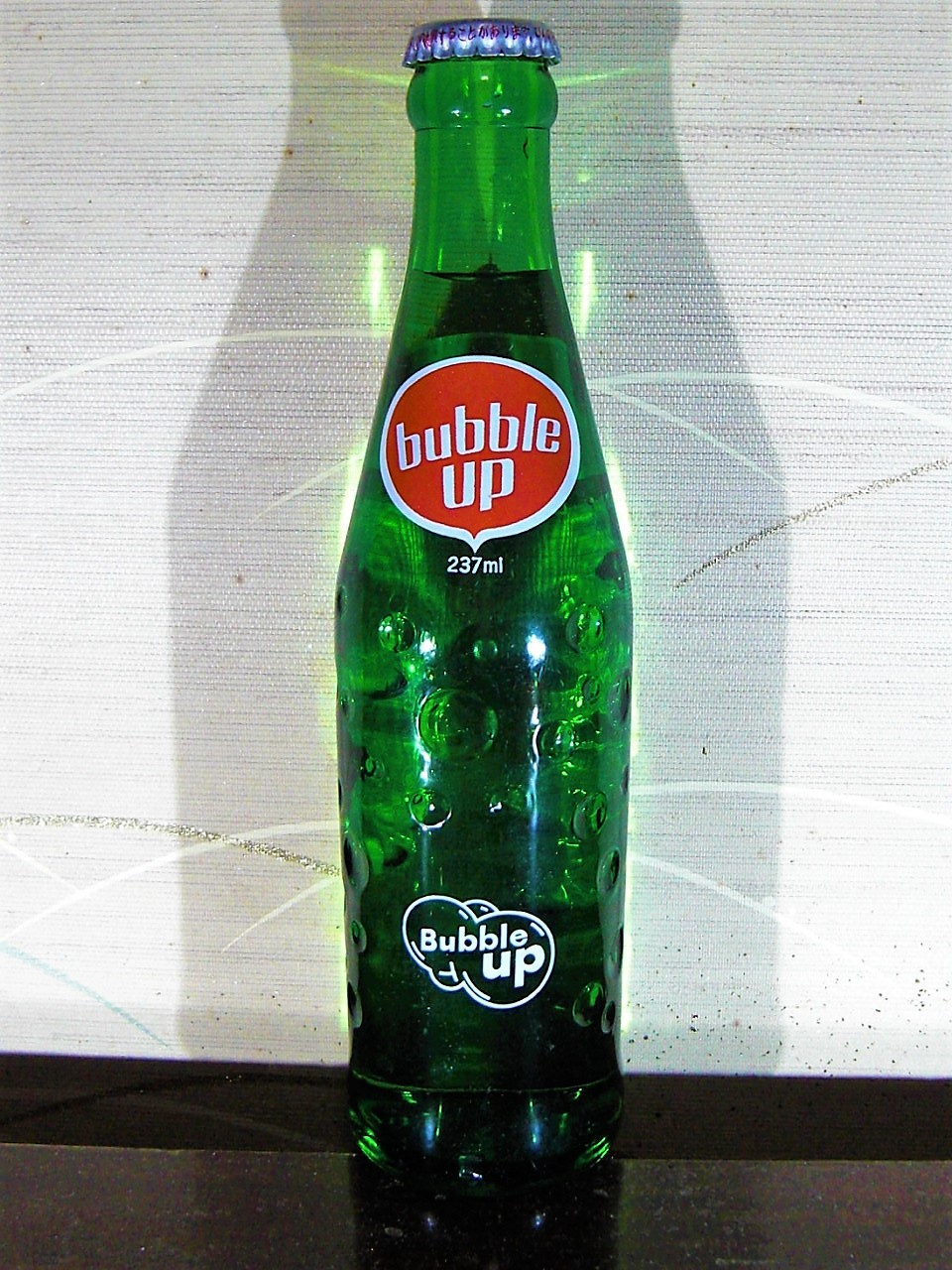
バブルアップ
日本国内製造販売時のリターナブル瓶入り製品
瓶は1970年 石塚硝子製

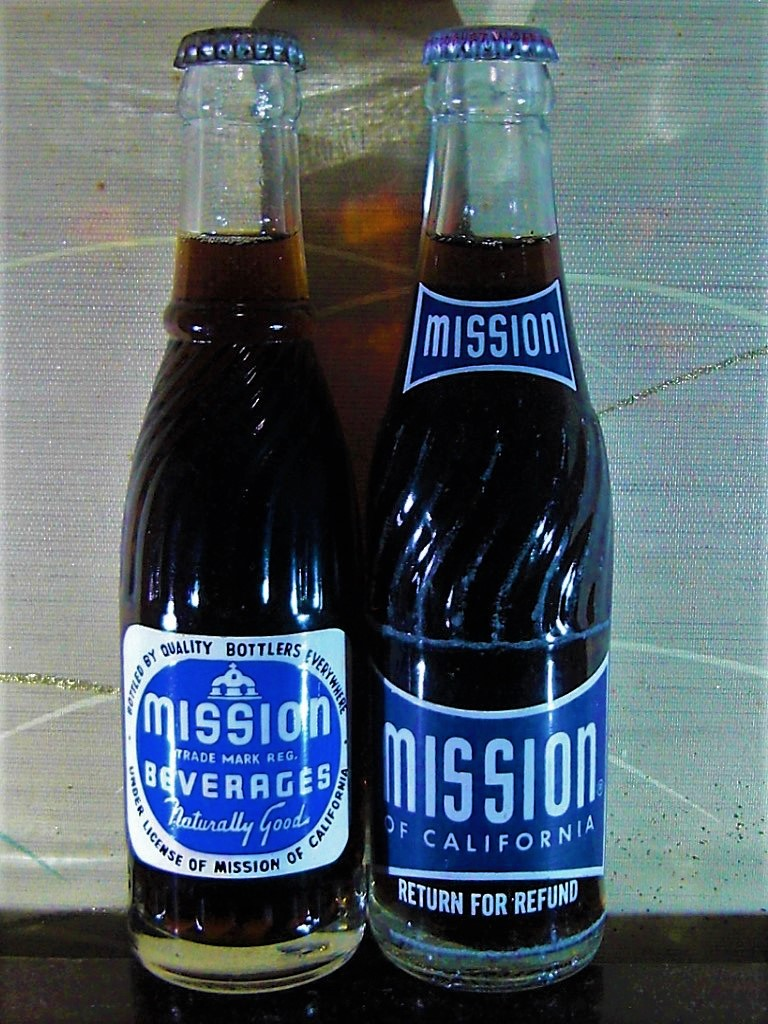
ミッションコーラ
日本国内製造販売時のリターナブル瓶入り製品
右：1950年代の瓶
左：1960年代後半以降の瓶

### 過去に日本で発売された銘柄
- Bubble Up(1963年5月に東京バブルアップ社から237ml入りリターナブル瓶で発売されたが現在は終売。)
- Mission(1952年に日本ミッションジュースよりミッションコーラ・ミッションオレンジ発売。2000年代中頃まで神奈川県の湘南ミッションボトリング(株)がボトラーとなってミッションオレンジ等を生産していたが、2017年現在は終売。)

### 日本では発売されていない銘柄
- Sun Crest
- Dr. Wells